# La fine del mondo (film 1925)
La fine del mondo (Waking Up the Town) è un film del 1925 diretto da James Cruze e interpretato da Jack Pickford, Norma Shearer, Alec B. Francis e Claire McDowell. Prodotto da Mary Pickford, il film fu distribuito nelle sale dalla United Artists il 14 aprile 1925.

## Trama
In una comunità agricola conosciuta sotto il nome di Rainbow Falls (cascate dell'arcobaleno), Jack Joyce, un giovane inventore ha cercato senza successo di incontrare Curt Horndyke, il banchiere cittadino, nella speranza di poter avere il necessario finanziamento per un suo progetto elettrico che riguarda le cascate. Il giovane incontra una ragazza, Mary Ellen Hope, che è venuta dalla città per visitare i nonni e se ne innamora. I progetti di Jack sembrano a un punto morto per mancanza di fondi. Ma tutto cambia quando Abner Hope, il suo eccentrico padrone di casa, un astrologo nel cui garage lui ha impiantato il laboratorio, il nonno di Mary Ellen, decide di regalargli 18 000 dollari perché, secondo lui, il mondo sta per finire e bisogna divertirsi. Jack, con quei soldi, si compra un'automobile, bei vestiti e tutto quello che non è mai riuscito ad avere, impressionando la cittadina e attirando finalmente l'attenzione del banchiere. Il progetto di Jack ha un grande successo. Ma un equivoco lo allontana da Mary Ellen. Durante una tempesta, Jack, lievemente ferito, sogna che il mondo, come aveva predetto Abner Hope, sta per essere distrutto. Quando si sveglia, trova Mary Ellen vicino a lui.

## Produzione
Il film fu prodotto dalla Mary Pickford Company.

## Distribuzione
Distribuito dall'United Artists, il film uscì nelle sale cinematografiche USA il 14 aprile 1925 dopo una prima tenuta a New York il 30 marzo 1925. In Spagna, venne distribuito con il titolo El despertar de la ciudad.